# Прокопов, Сергей Николаевич
Сергей Николаевич Прокопов (род. 11 апреля 1953 года, с. Шумаково Курской обл, РСФСР) — хоровой дирижёр, педагог. Профессор (1997). Заслуженный деятель искусств Украины (1994).

## Биография
В 1972 году окончил Курское музыкальное училище (класс А. Д. Королевой). Затем окончил Харьковский институт искусств (1977; класс А. А. Мирошниковой ) и ассистентуру-стажировку при Ленинградской консерватории (1982; кл. Е. Кудрявцевой-Муриной).
С 1977 работает в Харьковском институте искусств (сейчас — Харьковском университете искусств ): 1991-96 — доцент кафедры хорового дирижирования, 2006-08 — декан исполнительно-музыковедческого факультета, с 2008 по 2024 — заведующий кафедрой хорового и оперно-симфонического дирижирования.

## Ученики
Среди учеников — дирижер и журналист Е.Кудряц, доктор педагогических наук , профессор Н.Тарарак, заслуженный артист Украины С. Черногор, кандидатки искусствоведения , доценты А. Вишневецкая, Я. Кириленко, Н.Михайлова, доктор философии, доценты А. Фартушка, Т. Шуть, кандидат искусствоведения А. Бакумец, М. Ковтунова, А. Харакоз, известные дирижеры и хоровые педагоги — А. Коноров, А. Пивоварский, Р. Ткаченко, А. Ястреб; лауреаты международных и всеукраинских конкурсов - А. Алексеев, Д. Дорошенко, Х. Корепанова, И. Коноров, Д. Кругляк, Е. Маляревский, А. Олейник, Е. Слепнева, Д. Ткачев и другие.

## Хор «Весенние голоса»
В 1974-2008 гг. руководил детским хором «Весенние голоса» Харьковского областного Дворца детского и юношеского творчества. Этот хор является одним из лучших детских хоровых коллективов Украины, лауреатом ряда конкурсов и фестивалей, в частности, 2-го Всеукраинского конкурса хоровых коллективов имени Н. Леонтовича (1993, 1-я премия), обладателем Гран-При всеукраинского фестиваля хорового искусства «Поёт юность Украины» (2004; оба – Киев). В репертуаре коллектива - произведения Н. Лысенко, Н. Леонтовича, Л. Дычко, М. Карминского, Д. Бортнянского, И. Карабица, В.-А. Моцарта, П. Чайковского, Ш. Гуно и др. 
С 2011 — художественный руководитель и главный дирижер студенческого хора Харьковского университета искусств. В репертуаре коллектива хоровые концерты А. Веделя, М. Березовского, Д. Бортнянского, кантаты и оратории И.-С. Баха, Г. Генделя и др. 
Сергей Прокопов – председатель и член жюри многих конкурсов и фестивалей. Автор «Сборника произведений для детского или женского хора» (Москва, 2000, вып. 1).

## Творческие достижения
Отдельной важной страницей творческого пути Сергея Николаевича является его деятельность как хорового дирижера.
С 1974 по 2008 гг. он возглавлял хор «Весенние голоса» Харьковского областного дворца детского и юношеского творчества. Под его руководством этот коллектив стал лауреатом первой премии ІІ Всеукраинского конкурса хоровых
коллективов имени М. Д. Леонтовича (1993), международного конкурса «Артековские звезды» (1999), завоевал Гран-при Всеукраинского фестиваля «Поет юность Украины» (2004). Хор представил хоровое искусство Украины в Беларуси,
Болгарии, Латвии, Польше, России, Франции, выступал на международных и всеукраинских фестивалях «Харьковские ассамблеи» (1991, 1995), «Festival EN CEVENNES» (Банне, Франция, 1993), IX Международной ассамблее хоровых
коллективов имени Г. В. Свиридова (Курск,2003). В репертуаре хора — произведения от эпохи Возрождения до нашего времени, в частности Stabat Mater Д. Перголези, кантаты Dir Seele des Weltalls… В. А. Моцарта, «Вифлеемская
звезда» В. Панченко (первое исполнение в Украине), «Гимн природе» Ш. Гуно, Agnus Dei Ж. Бизе, духовная музыка Д. С. Бортнянского, П. И. Чайковского, Н. Д. Леонтовича, Н. В. Лысенко, С. П. Людкевича, произведения М. Карминского, обработки украинских народных песен и песен народов мира.
С 2011 г. С. Н. Прокопов — художественный руководитель и главный дирижер студенческого хора Харьковского национального университета искусств имени И. П. Котляревского. В репертуаре коллектива появились такие масштабные композиции как оратории «Илья» Ф. Мендельсона, «Рай и Перри» Р. Шумана, «Te Deum» Ф.Генделя, кантата № 140 Й. Баха, хоровые концерты А. Веделя «Помолись лицу Твоему всем сердцем», М. Березовского «Все языки восплещите руками», «Да воскреснет Бог». Исполнение этих произведений впервые в Харькове в рамках ежегодного Международного музыкального фестиваля "Харьковские ассамблеи" стало заметным событием в музыкальной жизни города.
С 2018 г. на базе кафедры хорового дирижирования ХНУИ имени И. П. Котляревского по инициативе С. М. Прокопова проводится Всеукраинский конкурс хоровых дирижеров для студентов профессиональных музыкальных колледжей и учащихся музыкальных лицеев.
Прокопов С.М. – председатель и член жюри многих конкурсов и фестивалей. Председатель жюри Всеукраинского фестиваля вокально-хорового искусства памяти Раисы Кириченко «Песенные крылья Чураевны» (2016, 2018,
Полтава), конкурса детских хоровых коллективов «Золотой Орфей» (Кропивницкий, 2007), и Всеукраинского конкурса дирижерско-Viva la voce» (Луганск,2011), регионального конкурса имени А. Петрусенко (Балаклия, 2009, 2011), Всеукраинского фестиваля хоровых коллективов «Поющая феерия» (2011, 2013) и многих конкурсов детских хоровых коллективов города Харькова и области. Профессор С. М. Прокопов - член жюри Всеукраинского конкурса хоровых дирижеров (Киев, 2008, 2011), председатель государственной экзаменационной комиссии НМАУ им. П. И. Чайковского (2016, 2018).

## Научные достижения
У  С.Н.Прокопова  много научно-методических работ, среди которых — учебные программы, методические разработки,
пособия, сборник произведений для детского или женского хора, сверх 30 научных и публицистических статей. Некоторые его исследования посвящены изучению творчества А. Брукнера, вопросам хоровой педагогики и хорового исполнительства.
Автор более 40 научных и учебно-методических публикаций. Участник 25 научно-коммуникативных мероприятий.

## Основные публикации
- 1. Прокопов С. Н., Коломиец О. Н. Кафедра хорового дирижирования / С. Н. Прокопов, О. Н. Коломиец //Харьковский институт искусств имени И. М. Котляревского.1917-1992.- Харьков: Харьковский институт искусств им. И. М. Котляревского, 1992. С.258-278.
- 2. Прокопов С. Н. О хоровом творчестве А. Брукнера / С. Н. Прокопов // Проблемы взаимодействия искусства, педагогики и теории и практики образования: научно-методический сборник. Выпуск 3.- Харьков: Харьковский государственный институт искусств имени И. П. Котляревского,1996. С.37-41.
- 3. Прокопов С. Н. Духовные хоровые сочинения А. Брукнера 60-80 годов. / С. Н. Прокопов // Проблемы взаимодействия искусства, педагогики и теории и практики образования: научно-методический сборник. Выпуск 4.- Харьков: Харьковский государственный институт искусств имени И. П. Котляревского, 1996. С. 37-46.
- 4. Проблемы репертуара детских хоровых коллективов на современном этапе / С. М. Прокопов //Проблемы современности культура, искусство, педагогика: сборник научных трудов. Выпуск 11. – Луганск, 2008. С. 246-253.
- 5. Прокопов С.Н. Дирижёрская школа высших достижений / С.Н. Прокопов // Проблемы взаимодействия искусства, педагогики и теории и практики образования: сборник научных статей. Выпуск 36. - Харьков: Харьковский национальный университет искусств имени И.П. Котляревского, 2012. С.77-90.